# Вјечна ватра (Сарајево)
|  | Овај чланак је дио чланка о Споменицима посвећеним Народноослободилачкој борби 1941—1945. |

Вјечна ватра је споменик (вјечни пламен) посвећен војним и цивилним жртвама Другог свјетског рата у Сарајеву. Свечано је отворен 6. априла 1946. године, на прву годишњицу ослобођења града од немачко-усташке окупације.
Споменик се налази у центру града, на углу улица Маршала Тита и Ферхадије (стари назив Васе Мискина Црног).
За вријеме блокаде Сарајева 1992—1995, ватра на споменику је била угашена, јер у граду није било потребног горива.

## Текст на зиду
| Текст на зиду |
| -{HRABROŠĆU I ZAJEDNIČKI PROLIVENOM KRVLJU BORACA BOSANSKO-HERCEGOVAČKIH, HRVATSKIH, CRNOGORSKIH I SRPSKIH BRIGADA SLAVNE JUGOSLAVENSKE ARMIJE, ZAJEDNIČKIM}- |
| -{NAPORIMA I ŽRTVAMA SARAJEVSKIH RODOLJUBA SRBA, MUSLIMANA I HRVATA 6 APRILA 1945 OSLOBOĐENO JE SARAJEVO GLAVNI GRAD NARODNE REPUBLIKE BOSNE I HERCEGOVINE}-  |
| -{VJEČNA SLAVA I HVALA PALIM JUNACIMA ZA OSLOBOĐENJE SARAJEVA I NAŠE OTADŽBINE O PRVOJ GODIŠNJICI SVOGA OSLOBOĐENJA ZAHVALNO SARAJEVO}-                       |